# Claës-Axel Wersäll
Claës-Axel Wersäll (Irsta, Västerås, 26 de juny de 1888 – Djursholm, Danderyd, 12 de febrer de 1951) va ser un gimnasta artístic suec que va competir a començaments del segle xx.
El 1912 va prendre part en els Jocs Olímpics d'Estocolm, on va guanyar la medalla d'or en el concurs per equips, sistema suec del programa de gimnàstica.
Wersäll era fill del Ministre suec de Finances Claës Wersäll i Charlotta Wersäll. Dos dels seus germans, Gustaf i Ture també van disputar alguna edició dels Jocs Olímpics.